# Ellen Brudet
Ellen Francis Brudet (Amsterdam, december 1966) is een Amsterdams ondernemer.
Ze omschrijft zichzelf als ‘’Moksi’’, dochter van de Surinaamse Max William Herman Brudet en de Amsterdamse moeder Jeannette Beukman, die kassière was in het Floraparkbad. Ze groeide op in de Vogelbuurt in Amsterdam-Noord. In haar jeugd deed ze aan korfbal, karate en kickboksen; ze had onder meer les van André Brilleman.
Ze werd maaltijdschepper in de Bijlmerbajes en op later leeftijd tramconducteur bij het Gemeentelijk Vervoersbedrijf Amsterdam. Ze kwam ziek thuis te zitten en vond in eerste instantie geen uitweg voor haar creativiteit. De geboorte van haar twee kinderen (1988 en 2002) en gesprekken met Mavis en Liesbeth Accord (beiden zussen van Clark Accord) leidden tot de conclusie dat er op het gebied van baby’s nog weinig voorhanden was voor gekleurde mensen. Haar moeder had dat ook al onder haar attentie gebracht in haar eigen jeugd. Ze begon met het ontwerpen van onder meer geboortekaarten en babyartikelen. Dat liep in 2016 uit op het maken van afropoppen, ook op dat gebied was toen bijna niets te koop, aldus Brudet. Dat zou tot een betere herkenning en identificatie binnen die gemeenschap kunnen leiden, was haar mening. Hoe nodig ook, ze was ook van mening dat een speciaal ontwerp voor dergelijke artikelen eigenlijk de gewoonste zaak van de wereld moet zijn.
Ze startte in 2006 het bedrijf Colourful Goodies. Ze handelt dan nog vanuit huis. In 2011 volgde een marktkraam op het Buikslotermeerplein. Op 14 februari 2016 volgde de winkel in de Van der Pekstraat. In de loop der jaren breidde zij haar assortiment uit met poppen voor kinderen met vitiligo, albinisme en het syndroom van Down. Vanwege haar initiatieven werd ze in 2021 genomineerd voor "Amsterdam van het Jaar", doch Jason Bhugwandass later enigszins bekend van 3FM Serious Request 2022 won. Die nominatie leidde tot artikelen in Linda en Opzij. 
In augustus 2023 publiceert Brudet haar eerste kinderboek: Nine & Mella-Bij ons thuis onder ISBN 9789025885168. Het wordt uitgegeven door Leopold, Maruga Koops verzorgt de illustraties. Andere activiteiten in 2023 waren het voorzitterschap van "Verdedig Noord" en een "New Narratives Tour" door het Amsterdam Museum.
Ellen Brudet is zuster van fotograaf, filmer en kunstenaar Nardo Brudet (1968), schrijver van het liedje Amsterdam, ik vind jou toch zo fijn.